# Nisikava Takanori
Nisikava Takanori (西川貴教; Hepburn: Takanori Nishikawa; Jaszu, Siga, 1970. szeptember 19. –) japán énekes, színész.

## Élete
Zenei pályafutása során a T.M.Revolution (TMR) művésznevet használja, ami a „Takanori Makes Revolution” (貴教が革命を起こす; Hepburn: Takanori ga kakumei wo okosu, ’Takanori forradalmat csinál’) rövidítése, de a neve eredetileg az 1980-as években tevékenykedő népszerű TM Network együttesre vezethető vissza. Ugyan legtöbb dalának szövegét Inoue Akio, míg zenéjét és hangszerelését Nisikava egykori producere, Aszakura Daiszuke írja, azonban a T.M.Revolutiont mégis Nisikava szólóprojektjének tekintik. Nisikava számos anime- és videójáték-sorozat záró- és nyitófőcím dalának feléneklése végett is ismert.
Nisikava első kislemezével, az 1996 májusában megjelent Dokuszai (Monopolize)-zal (独裁 -monopolize-) mutatkozott be T.M.Revolutionként. Az ugyanebben az évben megjelent Heart of Sword (joake mae) (HEART OF SWORD ～夜明け前～) című harmadik kislemeze a Ruróni Kensin animesorozat harmadik zárófőcím dalául is hallható volt, tovább növelve ezzel rajongótáborát. A Mobile Suit Gundam SEED franchise-hoz hat dallal járult hozzá: hármat a Gundam SEED, illetve szintén hármat a Gundam SEED Destiny sorozathoz énekelt fel. Nisikava rendszerint kisebb szerepeket is vállal a dalait tartalmazó animesorozatokban. 2010-ben a Save the One, Save the All című dalát a Bleach: Hell Verse animefilm záró főcímdalának választották. Nisikava hosszan tartó együttműködésben áll a Capcom Szengoku Basara videójáték-sorozatával, számos dala, így többek között a Crosswise, a Count Zero vagy a Flags is megszólalt annak epizódjaiban.
T.M.Revolution volt az első előadó, aki lemezszerződést kötött az észak-amerikai Tofu Records kiadóval. A Tofu három stúdióalbumát jelentette meg Amerikában: coordinate (2003), Seventh Heaven (2004) és vertical infinity (2005). Nisikava első amerikai koncertjét a 2003-as Otakon animetalálkozón adta. 2004-ben a Pacific Media Expo, illetve 2008-ban a New York Comic Con rendezvényeken is fellépett.

## Diszkográfia
- Makes Revolution (1996)
- Restoration Level 3 (1997)
- Triple Joker (1998)
- The Force (1999)
- Progress (2000)
- Coordinate (2003)
- Seventh Heaven (2004)
- Vertical Infinity (2005)
- Cloud Nine (2011)
- Ten (2015)
- Singularity (2019)